# Schulforum
Schulforum wird ein Gremium genannt, in dem gewählte Vertreter der Lehrer und Eltern (in Bayern auch der Schüler) einer bestimmten Schule gemeinsam über die Belange ihrer Schule Entscheidungen treffen.
Als Schulforum werden auch Gremien benannt, die dem Informationsaustausch in Schulen oder zwischen den Schulen dienen. Ein Schulforum des erstgenannten Typs gibt es z. B. an der Berufsbildenden Schule Bersenbrück, ein Schulforum des zweitgenannten Typs in der Stadt Minden.
Schulforum nennt man ferner: 
- an einigen Schulen Seiten auf deren Homepages im Internet, welche „virtuelle Klassenzimmer und Gruppenräume“ darstellen, die durch Nutzung der Möglichkeiten des Internets eine Ergänzung des Lernangebotes der Schule darstellen sollen[3]
- Internetforen zum Thema „Schule“[4]
- Veranstaltungen von Universitäten und anderen der Bildung verpflichteten Institutionen, durch die Schüler mit einem bestimmten Thema nähere Bekanntschaft machen sollen
- bestimmte Formen der Öffentlichkeitsarbeit von Unternehmen, die sich auf Schüler und Lehrer als Zielgruppen konzentrieren.

## Schulforum als Vertretungsgremium

### Deutschland (Bayern)
Im Bayerischen Gesetz über das Erziehungs- und Unterrichtswesen ist das Schulforum als Gremium verankert (BayEUG Artikel 69). An jeder bayerischen Schule, an der ein Elternbeirat besteht, wird ein Schulforum eingerichtet (außer an Grundschulen und Berufsschulen). Mitglieder sind der Schulleiter als Vorsitzender und drei Lehrkräfte, drei Elternbeiräte, die drei Schülersprecher und ein Vertreter des Sachaufwandsträgers. Das Schulforum beschließt in Angelegenheiten, die ihm zur Entscheidung zugewiesen sind, mit bindender Wirkung für die Schule: Schulprofil, Verhaltensregeln und Hausordnung, Pausenordnung und -verpflegung, Grundsätze über die Durchführung von Veranstaltungen im Rahmen des Schullebens.
In den übrigen Angelegenheiten gefasste Beschlüsse bedeuten Empfehlungen, z. B. wesentliche Fragen der Schulorganisation, Schulwegsicherung und Unfallverhütung, Baumaßnahmen, Sozialarbeit, Namensgebung der Schule. 
Verlangt die Arbeitsgruppe Schülerzeitung die Behandlung einer ablehnenden Entscheidung des Schulleiters im Schulforum, so ist dieses einzuberufen. Es kann ferner auf Antrag eines Betroffenen in Konfliktfällen vermitteln. Das Schulforum tagt nicht öffentlich, es können aber auch Nicht-Mitglieder zu einzelnen Tagesordnungspunkten ohne Stimmrecht hinzugezogen werden. Das Schulforum tagt mindestens einmal im Schulhalbjahr.

### Österreich
In den Gremien der Vorschule, Volksschule, Sonderschule und Hauptschule setzt sich die Schulgemeinschaft aus gewählten Interessenvertretern von Lehrern und Erziehungsberechtigten zusammen. Im Schulforum sind alle Klassenelternvertreter Mitglieder, den Vorsitz des Schulforums der Schulleiter inne. Das Schulforum tagt zumindest in den ersten neun Wochen nach Schulbeginn und behandelt Angelegenheiten, die über den Wirkungsbereich einer Klasse hinausgehen oder die gesamte Schule betreffen, wie beispielsweise Maßnahmen im Rahmen der Schulautonomie. Das Schulforum ist zuständig für die Erlassung schulautonomer  Lehrplanbestimmungen, die schulautonome Festlegung von Eröffnungs- und Teilungszahlen von Klassen und die Kooperationen mit Schulen oder außerschulischen Einrichtungen.
An den anderen Schultypen wie zum Beispiel der Polytechnischen Schule, der Allgemein Höherbildenden Schule (AHS) oder dem Bundesoberstufenrealgymnasium (BORG) gibt es in Österreich einen Schulgemeinschaftsausschuss (SGA), dem auch Schülervertreter angehören.

## Schulforum als Instrument der Vermittlung von Inhalten
Beispiele: 
- Das Schulforum am 30. September 2008 im Rahmen einer Ausstellung über den Dichter Rolf Dieter Brinkmann im Kreishaus Vechta.[7]
- Schulforum der Stadtwerke Bielefeld zum Thema „Energie“[8]